# Genevieve Morton
Genevieve Morton (sinh ngày 9 tháng 7 năm 1986  tại Benoni) là một người mẫu Nam Phi. Morton được độc giả FHM Nam Phi bầu chọn là người phụ nữ quyến rũ nhất thế giới năm 2012 và được tạp chí Sports Illustrated bình chọn là một trong 50 người mẫu áo tắm hàng đầu mọi thời đại.

## Cuộc đời và sự nghiệp
Morton được sinh ra ở Benoni, tỉnh Gauteng của Nam Phi, và từ đó chuyển đến Scottburgh khi mới 12 tuổi, nơi cô lớn lên.
Morton chụp ảnh cho tạp chí Nam Phi Sport Illustrated lần đầu tiên vào năm 2008 tại Maldives với Settimio Benedusi, cô tiếp tục chụp cho tạp chí này 4 lần nữa, vào năm 2009, 2011 trong Seychelles do Jacques Weyers chụp ảnh (cô cũng xuất hiện trên trang bìa của số tạp chí này), vào năm 2013, nhóm nghiên cứu đã quay tại Zanzibar cho số tạp chí khai mạc Thế giới áo tắm Nam Phi và Morton đã lên trang bìa một lần nữa, và vào năm 2014, cô tiếp tục chụp ảnh ở Seychelles và được Gavin Bond bấm máy.
Năm 2010, cô xuất hiện lần đầu trong ấn phẩm Sports Illustrated Swimsuit Issue, và kể từ đó xuất hiện trong các ấn bản năm 2011 (Fiji), 2012 (Zambia) và 2013 (Quần đảo Hayman), 2014 (Thụy Sĩ) và 2015 (Quần đảo Virgin).
Morton xuất hiện trên Esquire Online: Me in My Place năm 2011, với phóng viên báo này đến thăm căn hộ người mẫu của cô ở New York.
Cô xuất hiện cùng đoàn kịch hài Mỹ The Lonely Island trong số tháng 12 năm 2011 của GQ. Morton cũng được chọn để lên trang bìa của số tạp chí World Cup GQ của Nam Phi. Cô cũng xuất hiện trên trang bìa của tạp chí GQ Nam Phi tháng 7 năm 2014.